# Јункерс Ju 87
Јункерс Ju 87 „штука“ је немачки борбени авион, двосед, бомбардер, из периода Другог светског рата. Основна намена му је била дејство ваздух—тло, тактичким поступком бомбардовања, директног обрушавања на циљ. Развијен је и производен за потребе Луфтвафеа, према захтевима нацистичке доктрине ратовања блицкриг. Био је специфичан и по изгледу крила, променљивог („ломљеног“) угла диедра.
При нападу у обрушавању, Ju 87 је правио велику буку ваздушном сиреном, са надимком „Трубе Јерихона“. То је имало допунски психолошки ефекат застрашивања. У току обрушавања, отварале су му се аеродинамичке кочнице повећавајући отпор, у функцији потребе за ограничењем брзине, за лакше и безбедније „вађење“ из тога режима лета, на малој висини. При „вађењу“ из обрушавања, извлачила би му се закрилца, генеришући момент пропињања, са прирастом нормалног убрзања на вредност од 6g, аутоматски, без команде пилота. Када се „нос“ авиона подигне изнад хоризонта, увлачиле су се аеродинамичке кочнице, пилот је тада додавао гас мотору и авион се пењао на безбедну висину, са увученим закрилцима. На овај начин је био обезбеђен лет за случај када пилот изгуби свест, при великим оптерећењима, услед великог нормалног убрзања у маневру „вађења“ из обрушавања, пошто није имао анти-g одело, кисеоничку опрему и кабину под притиском, те није био ни заштићен.
Због релативно мале брзине лета, слабог наоружања ваздух—ваздух и слабих маневарских карактеристика, у условима када није била обезбеђена општа превласт у ваздушном простору, „штука“ је била лак плен непријатељских ловаца.
Ратни пут „штуке“ је започео у Шпанији, током Шпанског грађанског рата, а затим је коришћена на свим фронтовима европског бојишта и остала је у неким армијама и после рата, неколико година. „Штука“ је запамћена као један од најпознатијих авиона Другог светског рата, била је препознатљив симбол Луфтвафеа, где је дуго сматрана као престижно борбено средство. На томе авиону су летели само пилоти пореклом из племићких и аристократских породица. Немачка је била опседнута освајањем помоћу снажне агресије, што је прецизније одредило и намену авиону Ju 87, по чему је он трајно остао озлоглашен, али истовремено и познат. Представљао је право оличење оружја за доктрину блицкрига, што је посебно демонстрирао у немачкој агресији и окупацији Пољске у септембру 1939. године, Данске и Норвешке између априла и јуна 1940, Холандије и Француске у мају и јуну 1940, и на крају Југославије и Грчке у априлу 1941. У овим кампањама Ju 87 је био главни елемент подршке немачким трупама, као „летећа артиљерија“, за сламање јаких одбрамбених тачака и прекид комуникација, уз немачку очајничку потребу за наношење великих жртава противнику.
У условима потпуне немачке превласти у ваздушном простору Европе, постизани су велики борбени успеси са авионима Ju 87, али већ током Битке за Британију 1940. године, уочена је њихова рањивост и недостаци. На почетку рата, већина успешних немачких дејстава из ваздушног простора, изведена су управо са „штукама“.
Више од 6.000 примерака Ju 87 је произведено, између 1936. године и августа 1944.

## Развој

### Прва идеја о концепту Ju 87
Конструктор авиона, Херман Полман, пројектовао је прототип авиона Јункерс K47, 1928. године, са једноставном и робусном конструкцијом, што је послужило као основа за даљи развој борбеног авиона за бомбардовање, тактичким поступком обрушавања. Како Немачка тада није смела да производи борбене авионе, због ограничења наметнутих Версајским мировним уговором, развој и производња прототипа, као и његово испитивање реализовано је у Шведској.
По доласку нациста на власт у Немачкој, овом пројекту је дат приоритет. Луфтвафеу је био потребан авион за ефикасно бомбардовање, у суштини лаки бомбардер који би био ефикасан у уништавању циљева на земљи и мору. Радови су убрзани на даљем развоју K47 у Ju 87, под првобитном ознаком Ju A 48, 1932. године. Уграђена су му закрилца, која су при одговарајућем отклону имала и функцију аеродинамичке кочнице за ограничење брзине и генерисање момента пропињања у обрушавању). Био је посебно препознатљив по „ломљеном“ крилу двоструког угла диедра. Стајни трап му је био фиксан, без могућности увлачења. Главне ноге су биле учвршћене за ојачана ребра крила, која повезују подсклопове његових делова са негативним и позитивним углом диедра. Погон му је првобитно био мотор BMW 132, снаге од 450 kW (600 ks). У почетку је био замишљен као авион за класичну подршку војним трупама на земљи, а касније је претворен у бомбардера са обрушавањем, на инсистирање Ернста Удета. Он је, приликом званичне посете САД, био импресиониран америчким бомбардером са обрушавањем SB2C хелдајвером, што је имало пресудан утицај на „сазревање“ његове касније идеје.
Донета је одлука на инсистирање Ернста Удета, те је разрађена идеја касније практично и доказана, демонстрацијом бомбардовања у обрушавању са авионом Кертис Ховк II (енгл. Curtiss Hawk II), у мају 1934. године. Први утисци о тактичком поступку бомбардовања у обрушавању изазвали су сумњу у тај прилаз, због погрешно усвојених почетних параметара експеримента. Авион је уведен у обрушавање са висине лета од 1.000 m, одбацио је бомбу од 1 kg на висини од свега 100 m. Та мала резерва висине за вађење из обрушавања је била критична и за тако лак и спор авион, па је утисак био неповољан, са оценом да је поступак ризичан за пилоте и да психолошки неповољно делује на њих. Поред тога био је и присутан и оправдан страх од оштећења авиона експлозијом сопствене бомбе. Ернст Удет је ипак успео преко утицајних пријатеља да излобира пристанак и одлуку команде Луфтвафеа да се усвоји тактички поступак бомбардовања са обрушавањем авиона директно на циљ. Тако је, у духу тога усвојеног опредељења настављен убрзан развој Јункерса. Убрзо тактички поступак бомбардовања при обрушавању, а и сам авион Ju 87 су заузели централно место у доктрини трећег рајха, познатој под називом Блицкриг, иако је било доста резерве да просечни пилот може коректно извести тражени маневар обрушавања.
Ернста Удета је посвећеност, овоме специфичном поступку бомбардовања, промовисала за избор руководиоца развоја немачке авијације. Он је чак отишао и даље, залагао се да сви средњи бомбардери дејствују на циљеве маневром обрушавања.

### Напредак пројекта Ju 87
У априлу 1934. године, Вермахт је објавио конкурс за развој специфичног бомбардера у капацитетима тадашње немачке ваздухопловне индустрије. Због недовољно развијене опреме и уређаја за прецизно бомбардовање из хоризонталног лета, захтевано је да нови авион то реализује у маневру обрушавања. Почетком 1933. године, почео је програм развоја, када су неколико конструкторских бироа добили задатак да понуде пројекат за јуришни бомбардер, за коначан избор у оквиру расписаног конкурса. Главни супарници, били су авиони Ju 87, Хајнкел HS 50 и Хајнкел HS 118. Коначно, први и главни ривал авиону Ju 87 је био управо Хајнкел HS 118. Оба су били веома слични, по спољњем изгледу и по примењеним технологијама пројектовања и оствареним перформансама лета.
Први прототип Ju 87 је произведен у Шведској и тајно је транспортован у Немачку, крајем 1934. године, а први пробни лет направио је 17. септембра 1935.
Током испитивања, авион Ju 87 је имао проблем са хлађењем мотора, због малог и недовољно ефикасног хладњака и зато је долазило до његовог прегревања. Десило се и више удеса тога авиона. У једном је погинуо пилот Вили Нојхофен, због отказа система аеродинамичких кочница, 24. јануара 1936. године. Без обзира на све, ипак је коначно изабран Ju 87 за серијску производњу и увођење у оперативну употребу Луфтвафеа. Хајнкел He 118 је изгубио „трку“ због тога што је био направљен са компонентама мање робусности. То му је био велики минус, имајући у виду услове лета у оквиру дефинисане намене и начина употребе овог авиона. Елиса Хајнкела је била мале чврстоће и носивости за конкретна аеродинамичка оптерећења, структура репа није подносила постојећи спектар оптерећења у току испитивања у лету и појављивали су се проблеми са командама лета. Хајнкелов авион је доживео два тешка удеса, у самом периоду пред одлуку. Први се десио 27. јула 1936. године и то прототип под ознаком D-UKYM, при чему је пилот преживео. Други удес се десио истога дана. Пао је још један прототип, када је пилот погинуо. „Штука“ је проглашена победником тога конкурса, са новим јачим мотором Јумо 210А, и ако је Хајнкелов авион показао боље перформансе лета.
Паралелно се одвијао и пројекат авиона Хајнкел Hs 123, двокрилца, једноседа, сличне намене. Мотор му је био са ваздушним хлађењем. Производња овог авиона је завршена у октобру 1938. године, са мање од 1.000 примерака, у свим серијама. Међутим, он је имао само ограничену примену у Луфтвафе, поред чувеног авиона Јункерс Ju 87.

### Дорада пројекта
Без обзира што је Ju 87 изабран и што је добио предност, у односу на ривала, исти још није био спреман и „зрео“ за серијску производњу. Поседовао је још доста недостатака, који нису били прихватљиви за ваздухопловство. Добијени резултати испитивања прототипа V4 1937. године, показали су да му је потребна стаза полетања већа од 250 m, да постиже висину лета од 1.937 m за осам минута, са теретом од 250 kg бомби, а брзина лета му је била 250 km/h. Међутим, Хајнкел HS 118 је имао далеко боље те перформансе, а самим тим био би и мање угрожен од непријатељске противавионске одбране са земље. Због тих разлога ваздухопловство је инсистирало на повећању вишка снаге за Ju 87, да би се постигла максимална брзина изнад 350 km/h. Пилоти су се такође жалили на навигацију и на лошу прегледност инструменталне табле Ju 87. Били су задовољни са управљањем авионом и са робусношћу његове структуре.
Развој мотора, за Ju 87 је каснио, те је донета одлука да се угради Јумо 210. Испитивање у лету је почело 14. августа 1936. године. Са новим мотором је постигнута већа брзина лета авиона, при земљи, 280 km/h, а на висини од 1.250 m, 290 km/h.

## Прототипски развој

### Прототипови
Први прототип Ју-87 V1 је полетео у пролеће 1934. године. Пројектовао га је тим инжењера Хермана Полмана. Професор Хуго Јункерс, оснивач фирме, није имао никакав утицај на развој тога авиона, пошто је уклоњен из фабрике у мају 1933. године, због свога антинацистичког става. Влада је преузела контролу над фирмом, а професор Јункерс је послат у пензију. Умро је у Баварској 3. фебруара 1935. године.
Авион Ју-87 V1 није био лепог изгледа:
- „Носни“ део трупа, био му је неугледан, Линијски клипни мотор му је био хлађен течношћу.
- Високо је штрчао поклопац кабине пилота, а други члан посаде (навигатор / радио-телеграфиста / стрелац), био је окренут супротно од смера лета.
- Хоризонтални реп је био подупрт упорницама.
- Вертикални реп се састојао из две истоветне, паралелне површине.
- Крило је било са двоструким диедром, „ломљено“, на месту ослонца главних ногу стајног трапа.
- Фиксни стајни трап је био са репним точком. Велике аеродинамичке облоге („капотажи“) су омотавали главне ноге, ради смањења отпора.[8][26]

У то време, немачка моторска индустрија није могла испоручити потребну погонску групу, те је за Ju 87 V1 изабран 12. цилиндрични, британски мотор Ролс Ројсе Кестрел, са компресором и течним хлађењем, снаге од 391 kW, као и за први прототип чувеног авиона Месершмит Bf 109. Хлађење мотора показало се проблематично, због чега му је повећан хладњак, који је упадљиво штрчао изван контуре авиона, што му је још више кварило спољни изглед.
Други прототип, Ju 87 V2 је имао мотор Јункерс Јумо 210Aa. То је исто 12. цилиндрични мотор, хлађен са течношћу, снаге од 455 kW, који је покретао трокраку елису променљивог корака. За разлику од првог авиона, овај је имао једну површину вертикалног репа, на нешто дужем краку, а труп му је био дужи. На излазној ивици унутрашњег дела крила, интегрисана су закрилца, са заједничком функцијом аеродинамичких кочница. Одсуство аеродинамичких кочница, био је узрок губитка првог прототипа при обрушавању, у марту 1936. године.
Убрзо је затим развијен и трећи прототип (Ju-87 V3). На њему су направљене велике промене, у односу на претходни V2, повећана је прегледност пилоту, преко носног дела авиона, са прерадом моторске гондоле и повећано је крмило хоризонталног репа. Програм летних испитивања „штуке“, настављен је средином 1936. године, а добијени су веома задовољавајући резултати. Без обзира на више удеса и на постојање опозиције пројекту, донета је одлука о отпочињања серијске производње авиона Ju 87.
Прототип Ju-87 V4 завршен је у касну јесен 1936. године. Карактеришу га побољшања као што су већи хоризонтални реп и крмило, ревидиране су аеродинамичке облоге на ногама стајног трапа, модификован је поклопац задње кабине и повећан је оперативни комплет. То је директно довело до предсеријске производње од десет примерака Ju-87 A-0 пре краја 1936. године. Стандард предсеријског авиона Ju-87 A-0 мало се разликовао од прототипа Ju-87 V4. Опремљен је са мотором Јумо 210Ca, са снагом од 475 kW, а и поједностављена му је технологија производње крила.
| — Ju 87 V1a — мотор Ролс Ројсе Кестрел — двоструки вертикални реп | — Ju 87 V1b — мотор Ролс Ројсе Кестрел — двоструки вертикални реп — повећани хладњак мотора | — Ju 87 V2 — мотор Јункерс Јумо 210Aa — један вертикални реп — аеродинамичке кочнице | — Ju 87 V3 — мотор Јункерс Јумо 211Da — један вертикални реп — аеродинамичке кочнице — повећано крмило правца — напред, нагнут „нос“ трупа |

Искуства и резултати испитивања Ju-87 A-0, довели су до новог стандарда Ju-87 A-1, са пуном серијском производњом и са почетним увођењем у оперативну употребу у Луфтвафеу, почетком 1937. године. Генерално, оба стандарда су идентичне спољашњости, а једина разлика међу њима је да је нешто поједностављена технологија производње Ју-87А-1. Ови стандарди, препознатљиви су као прототип V5. Почетком 1938. године, опремљен мотором Јумо 211, добијен је и прототип V6. Решење V6 довело је до даљих усавршавања у прототип V7, који је претходник предсерије Ju-87 B-0, а затим и серије Ju-87B.

### Процес обрушавања при бомбардовању
Примена тактичког поступка бомбардовања из обрушавања, тесно је повезана за тактичко-техничке захтеве развоја авиона Ju 87. Велика прецизност бомбардовања, постигнута је с тим тактичким поступком, а то је представљало значајан напредак за ефикасну употребу авијације, у периоду тадашњег нивоа технолошког развоја и ниског нивоа опремљености авиона, непосредно пред и у току првог дела Другог светског рата. Дотадашњи, класични поступак бомбардовања изводио се из хоризонталног лета, изнад поља циља. Користио се статички нишан и слободна процена пилота за тренутак откачињања бомбе, при смањеној брзини авиона. При бомбардовању на овај начин, била је мала вероватноћа директног погађања циља. Било је неопходно употребити далеко већи број авиона и бомби, за постизање дефинисаног ефекта уништења циља. За разлику од претходног тактичког поступка, код бомбардовања обрушавањем, путања бомбе је ближа правој линији у правцу циља, са порастом угла под којим авион обрушава. При обрушавању под углом од 90°, путање авиона и бомбе су праве линије, које се међусобно поклапају. Путања бомбе наставља да буде права линија и после напуштања авиона, све до циља. После откачињања бомбе авион прелази у лучну путању, пошто исти прави маневар „вађења“ из обрушавања. При бомбардовању са обрушавањем авиона, под 90°, није потребно никакво претицање, између почетне слободне путање бомбе и положаја статичког циља, они остају на истој правој линији, све до њиховог међусобног директног контакта.
| Хоризонтални лет — Висина лета на 800 до 2.500 m. — Брзина лета приближно око 400 km/h, — Пасивни нишан. — Вероватноћа погађања циља, била је 35%. | Обрушавање — Висина лета у прилазу 4.500 m. — Изнад зоне циља авион се ротира (ваља), око „x“ осе за 180°. — У леђном лету прелази у обрушавање, под углом од 60° до 90°, пилот повлачи палицу на себе. — У току обрушавања отварају се аеродинамичке кочнице, због потребне контроле прираста брзине лета. — У тренутку поклапања путање обрушавања и циља (са потребним претицањем), одбацује се бомба. — „Вађење“ авиона из обрушавања, услед отклоњаја закрилаца. — Када се „носни“ део авиона подигне изнад хоризонта, увлаче се аеродинамичке кочнице. — Вероватноћа погађања циља, била је око 95%. |

Тактички поступак бомбардовања, са сложеним вертикалним маневром оптерећеног авиона Ju 87, са подвешеном бомбом испод трупа, изискује посебан прилаз у техници летења. Да би се ризик реализације тога поступка свео на минимум, одређена је безбедна висина лета за увођење у маневар од 4.500 метара и брзина до 600 km/h. На патосу пилотске кабине уграђено је провидно „прозорче“ од стакла („визир“), кроз које је пилот на време уочавао циљ, па је доносио одлуку и почињао наведени вертикални маневар са обрушавањем авиона. Први део маневра је ваљање за 180°, у положај леђног лета, а из тога положаја је директно прелазио у обрушавање на циљ, са повлачењем командне палице на себе. При почетку обрушавања, отварале су се аеродинамичке кочнице и повећавао се отпор авиона, што му је умањивало прираст брзине за око 20%, при томе је пилот одузимао гас мотора. Када авион стиже у зону циља, обрушавајући се до висине од око 450 m, палило се светло на висиномеру, указујћи пилоту да је тренутак за одбацивање бомбе. Пилот је то одбацивање изазвао аутоматским извлачењем кинематике механизма њеног подтрупног носача, а затим и одбрављивањем носеће браве бомбе, притискањем на дугме на командној табли. На тај начин се бомба транслаторно удаљавала од трупа авиона и по одбрављивању наставила кретање по инерцији, изван поља ротора елисе. После откачињања бомбе почињало је „вађење“ авиона са нормалним убрзањем од 6g. То се изазивало аутоматским отклоном закрилаца, што је генерисало допунски узгон па и момента пропињања. На овај начин се изазивао самосталан излазак авиона из обрушавања, без интервенције пилота, што је у случају губитка његове свести услед великих инерцијалних оптерећења, била превентива, пошто он није имао анти-g одело. Познато је да је просечна граница за здравог човека нормално убрзање од 5g.
Када се „нос“ авиона подигне изнад хоризонта, увлачиле су се аеродинамичке кочнице, додавао се гас мотора и авион се пењао на безбедну висину, под углом од 30° до 50°, са увученим закрилцима.

У обрушавању, пројекција силуете авиона Ju 87 је смањена на минимум, за противавионску одбрану циља. Зато су с њим постизани добри резултати уништавања циљева, уз мале сопствене губитке. Британски пробни пилот Ерик Бровн (енгл. Eric Brown), у лету је испитивао процесуру бомбардовања са авионом Јункерс Ju 87 у Бринанском ваздухопловном институту (енгл. Royal Aircraft Establishment (РАЕ)), у Фарнбороу. Након тога је изјавио:
| „ | Летео сам више обрушавајућих бомбардера, Јункерс Ju 87 је једини међу њима који може обрушавати вертикално. Са другима то пилот изводи до 60 степени, док се са Ju 87 то одрађује све аутоматски и то до угла обрушавања од 90 степени. „Штука“ је био авион у посебној, сопственој класи. | ” |

### Испитивање оптерећења пилота, при „вађењу“ авиона из обрушавања
Стручњаци Јункерса су детаљно, у својој фабрици у Десау, испитивали издржљивост и радну способност пилота у условима лета при извршавању тактичког поступка бомбардовања у обрушавању. Откривено је да пилот може да издржи оптерећење при нормалном убрзању до 8,5g ако тај маневар траје до три секунде. На мањим убрзањима од 4g није било никаквих проблема са искусним пилотима, ни у губљењу свести и вида. Изнад 6g, 50% пилота је имало проблеме са видом, али су остали свесни и могли су телесно реаговати. На 7,5g, после три секунде, половина испитиваних се онесвестила. После пада убрзања, испод 3g, процес повраћаја свести, трајао је до око три секунде. Предузете су мере истраживања примене нових решења и технологија у циљу повећања издржљивости пилота. Један од кључних фактора је био кабина под притиском и обезбеђење кисеоника за дисање пилота. Резултати испитивања су показивали да на већој висини лета може и убрзање од 2g изазвати смрт пилота, ако нема одговарајућу одећу и довод кисеоника за дисање. То је усмерило Јункерсове стручњаке да истражују и развијају примену нове технологије заштитног одела пилота и кисеоничке маске. Закључили су да са одговарајућом одећом и кисеоничком маском пилот може издржати убрзање и близу 9g.
Америчка војска, била је импресионирана затекнутим стањем и резултатима, при заузимању фабрике у Десау, 21. априла 1945. године. Уверили су се у високе резултате медицинских и технолошких истраживања аспеката издржљивости пилота, у условима високих оптерећења његовог организма, услед великих убрзања у маневру авиона. Очигледно, да им брзина измене услова и одвијање рата није дозволила да практично искористе своје резултате истраживања, у смислу заштите пилота са анти-G пилотским оделом, маском са кисеоником и кабином под притиском.
Једино су на основу ових резултата експерименталних истраживања, за Ju 87, стандардизовали претходно описану процедуру бомбардовања у обрушавању, са решењима аутоматизације отклона закрилаца и извлачења аеродинамичких кочница.

### Тактика измене формације лета
Сам процес бомбардовања обрушавањем директно на циљ, био је нови луцидан, али и захтеван тактички прилаз. Немачки стручњаци су желели извући максимални резултат његовом даљом разрадом и комбинацијом са другим ратним лукавствима, све у циљу повећања борбене ефикасности и прецизности бомбардовања. Једно од тих унапређења је била и тактичка разрада борбене формације лета авиона при нападу.
Ескадрила „штука“ подељена је на три групе састављене од по три летелице које до доласка у зону борбених дејстава лете у клинастој формацији, облика обрнутог „V“. По доласку у зону дејства, две групе мењају своје позиције, тако да се разврставају линијски са леве у десну страну. Током припреме за напад, сви авиони у тројкама се линијски фронтално разврставају, смакнуто један до другог, са једнаким малим међусобним заостајањем, након чега започињу тај маневар обрушавања, редом један по један. Тако су формације „штука“ наносиле континуалан удар и тиме су постизале максималне резултате разарања.
Групе „штука“ нису увек летеле на истим висинама. Често су, у зависности од јачине противавионске одбране и типа циља, мењале висину лета и нападале у таласима. Тако су на Медитерану 10. јануара 1941. „штуке“ напале и погодиле британски носач авиона Иластријос (енгл. Illustrious) са више бомби. Због противавионске ватре са бродова, групе „штука“ су мењале висину, брзину и распоред те су успеле да са великом прецизношћу погоде брод.

## Варијанте
Ju 87 је с временом, а посебно током рата, претрпео велике измене. Појачавани су му мотори, олакшана структура и побољшана њена конструкција, команде лета, аеродинамика и наоружање итд. Свака нова варијанта је имала по неколико подваријанти са напредним модификацијама, у зависности од потребе, услова ратишта и могућности производње.
| — Ju 87А-1 — Мотор Јункерс Јумо 210Aa — Митраљез у задњој кабини 1 х MG-15 — Митраљез с преда, у крилу 1 х MG-17 — Аеродинамичке кочнице | — Ju 87B-1 — Мотор Јункерс Јумо 211 — Митраљез из задње кабине 1 х MG-15 — Митраљез с преда, у крилу 2 х MG-17 — Сирена — Аеродинамичке кочнице — Смањене аеродинамичке облоге ногу — Антена дуж леђа трупа | — Ju 87D-1 — Мотор Јункерс Јумо 211J-1 — Митраљез из задње кабине 2 х MG-15 — Митраљез с преда, у крилу 2 х MG-17 — Сирена — Аеродинамичке кочнице — Смањене аеродинамичке облоге ногу — Антена дуж леђа трупа |

### Ju 87A
Подваријанте су:
- Ju 87A-0 – произведено је десет експерименталних примерака,
 са моторима Јумо 210C.[10][24][46][47]
- Ju 87A-1 – главна серијска подваријанта.[4][10][47]
- Ju 87A-2 – подваријанта са појачаним моторима Јумо 210E.[4][10][24]

Варијанта Ju 87A-1 је прва ушла у серијску производњу. Она је настала повећавањем капацитета резервоара за гориво (смештеним у крилу, без заштите оклопом), малим повећањем снаге мотора и повећавањем бојевог комплета задњег митраљеза. Планирано је да се уграде јачи митраљези у крилу, али се од тога одустало, због додатног повећања масе и смањења перформанси авиона. Повећан је и пречник елисе на 3,3 метра. Авион у овој варијанти је могао носити бомбу масе од 500 kg, али при лету са само једним чланом посаде (без стрелца).
У нападу бомбардовања у обрушавању, претходно би пилот затворио „клапне“ за проток течности за хлађење мотора, подесио би „корак“ кракова елисе, прешао у маневар за обрушавање, из леђног лета, под углом нагиба од око 85 степени и отворио аеродинамичке кочнице. Тренутак одбрављивања бомбе, пилот је процењивао према тренутној висини изнад циља.
Следећа варијанта Ju 87, под ознаком А-2 се у суштини разликовала само по јачем мотору. Први пут је примењена посебна елиса променљивог „корака“ (нападни угао њених кракова), побољшаних перформанси у обрушавању. Мотору је повећана снага са додатним убризгавањем горива, као борбени „форсаж“, што је у кратком временском интервалу повећало брзину авиону за 30 до 40 km/h, у спасоносној потреби да се извуче из опасности од дејства противавионске ватре са земље или противничких ловаца. Укупно је направљено 262 примерака ових авиона варијанте А-2, до лета 1938. године.

### Ju 87B
Варијанта Ju 87B је отпочела са подваријантом Ju 87B-0, чија су претходница били прототипови Ju 87V6 и Ju 87V7, настали од Ju 87A-1. На варијанту Ju 87A-1 је уграђен мотор Јумо 211 од 895 kW за оцену и верификацију, почетком 1938. године. Тај стандард авиона је регистрован као прототип Ju 87V6, а са допунском модификацијом је настао Ju 87V7, као прототип за серију „Штуке B“. Почетна подваријанта Ju 87B-0 је произведена у малој предсерији, свега од 6 примерака. Добијен је надоградњом са новим трупом, знатно јачим мотором Јумо 211А, већим хоризонталним репом, клизним елементима настрежница омотача ногу стајног трапа, а друге фиксне митраљезе MG-17. На основу добијених резултата његових испитивања у лету, одређени број примерака Ju 87B-1 је преправљен у морнаричку варијанту, а и смањена је производња старијег стандарда А-2, за преко 60%. Развојем стандарда подваријанте B-1, по први пут је „Штука“ ушла у већу серијску производњу, чија динамика је достизала и до 60 авиона месечно.
Стандард ове варијанте је сличан Ју87B-0, али са мотором Јумо 211Da, са снагом од 883 kW, репројектованим трупом, измењеним стајним трапом и уградњом сирене. Сирена је уграђена на леву главну ногу, а погон јој је био са аеродинамичким генератором, преко елисе пречника 0,7 m. Ово решење је повећавало отпор авиона и додатно му је смањивало брзину за око 15 km/h. Због овога се касније одустало од оваквог техничког решења, за добијање психолошких ефеката застрашивања. Прешло се на звучне ефекте самих бомби, при њиховом слободном паду, директном уградњом на њих ваздушних пиштаљки. Произведено је око 300 примерака Ju 87A-1, до почетка Другог светског рата, а укупно 697. Борбене карактеристике овог авиона су проверене у стварним условима у Шпанском грађанском рату.
Уследила су одређена побољшања на подваријанти Ju 87B-2, са одређеним модификацијама и надградњама, у односу на Ju 87B-1.
- Уграђен је мотор Јумо 211D.
- Елиса, са ширим крацима (веће тетиве аеропрофила).
- Усмерено избацивање гасова мотора, са малим ефектом потиска.
- Уведен је хидраулички погон за померање шкрга хладњака мотора.[4][26][51]

Ju 87B-2 је могао носити бомбу од 1.000 kg, за случај да је пилот сам у авиону. Имао је неколико специфично наменски модификованих варијација:
- Ju 87B-2/U2 – побољшан је радио.
- Ju 87B-2/U3 – појачан је заштитни оклоп за намену блиске подршке.
- Ju 87B-2/U4 – на стајне органе уграђене су скије за зимску употребу.
- Ju 87 B-2/троп – за посебне пустињске услове ратовања у северној Африци, била је тропска опција, са специјалним филтерима за заштиту од песка и са додатном опремом.[4][12][24][26]

Производња авиона Ju 87B је почела 1937. године, а изграђено је 89 примерака у Јункерсовој фабрици авиона у Десау и 40 у Бремену. Друга поруџбина је била 352 примерка у Десау, до марта 1940. године итд. Коначна реализација производње је приказана у табели, доле десно.

### Ju 87C
Афирмација успешног уништавања циљева на копну, са бомбардовањем из обрушавања, охрабрило је војне стратеге Вермахта да тај поступак користе и на мору. Одлучено је 18. августа 1937. године, да се развије варијанта и за та дејства. Та нова варијанте је под ознаком Ju 87 ° за употребу са носача авиона Граф зепелин (енгл. GRAF ZEPPELIN). Самим тим је и наметнута нужност ношења и торпеда. Морнаричка варијанта је подразумевала додатне измене и опремање у односу на копнену:
- веза са катапултом за полетање, са носача авиона,
- кука на репном точку за качење еластичног ужета на палуби за кочење после слетања,
- склапање спољних сегмената крила уз труп (размах 13,19 m / склопљено 5 m),
- уградња пловака (кесе за надувавање ваздухом) у унутрашњости авиона,
- опремање гуменим чамцем за спасавање,
- увођење грејања у кабини и
- могућност одбацивања главних ногу стајног трапа, у случају принудног слетања на воду.[4][30][53]

Развијен је прототип морнаричке варијанте, а његово испитивање је отпочело у јануару 1938. године, а трајало је два месеца. Изграђена су два прототипа, у две подваријанте, Ju 87 V10 са целовитим крилом и опција Ju 87 V11 са његовим склапањем, на месту „ломљења“ диедра, због лакшег паковања на носач авиона. Прототипови су развијени из постојеће подваријанте Ju 87 B-0, уградњом мотора Јумо 211А. Прототип Ju 87 V10 је полетео 17. марта 1938. године, а према њему је дефинисан стандард Ju 87 °C0.

Сврха функције одбацивих главних ногу стајног трапа, при принудном слетању на воду, остала је помало нејасна. При принудном слетању на воду фиксне главне ноге би при удару изазивале претурање авиона на „нос“. Јасно је да је слетање на стомак трупа без ногу на мору лакше, а очигледно је и био циљ да то помогне да се лакше посада авиона спашава, пребацивањем у чамац за спашавање. Да би се та идеја остварила пронађено је решење да се главне ноге одвоје и одбаце од авиона пре његовог додира са водом. Међутим, Немачка никада није завршила носаче авиона, мада је лансирана предсеријска производња авиона Ju 87 °C0, од 10 примерака, који нису никада користили бродове за полетање и слетање. Они су произведени у првој половини 1939. године. 
Прототип Ju 87 V11 је полетео 12. маја 1938. године. Показало се да је катапулт за полетања авиона са брода био слаб и зато је модификован. Испитивање је показало дужину заустављања авиона при слетању од 25 до 30 метара. Стандард прототипа Ju 87 V11 је одређен за подваријанту авиона Ju 87 °C1, 8. октобра 1938. године. Тај морнарички авион је био боље опремљен, а био је и са механизованим, командованим склапањем крила. Производња варијанте Ju 87 °C1 никада није реализована, било је планирано 120 примерака, у периоду од јула 1940. године до августа 1941. Ток рата је све то пореметио и није дошло до реализације.
Варијанта C-1 је прерађена у R-1 18. маја 1940. године. Тај примерак Ju 87 је загубљен током рата, не зна му се судбина.
Специјална опрема морнаричког авиона састојала се од сигналног пиштоља за обележавање локације, пиштоља за личну заштиту и еластичних унутрашњих „пловака“ (мешина), смештених у крилима, запремине од по 750 литара и два у трупу од по 500 литара, који су се при принудном слетању на воду брзо надувавали са ваздухом. Са њима је обезбеђивано да авион „плута“ на тихом мору и до три дана.
Завршено је испитивање стандарда Ju 87 °C0 и реализовано је његово увођење у оперативну употребу, али са тим авионима није забележен значајнији учинак. Са катапултом се постизала брзина полетања од 133 km/h. Носио је торпедо или бомбу од 500 kg, или 4 х 50 kg малих бомби.

### Ju 87R
За веће долете је развијена и произвођена варијанта Ju 87R. Настала је модификацијом стандарда Ју 87B, због указаних потреба да се дејствује по удаљеним циљевима. Унутрашње гориво је додато у уграђене резервоаре у крилу, запремине 240 литара и могућност ношења два стандардна спољна, подвесна од 300 литара. Са овом надградњом је остварен радијус дејства од 350 km. Због повећаног долета и аутономије лета повећан је и резервоар за моторско уље, у трупу авиона. Подваријанте B-2 и R-2 су ојачане за веће брзине у обрушавању, за вредности и до 600 km/h. То је све повећало масу авиона за око 700 kg, што му је смањило максималну брзину за 30 km/h и плафон лета, у односу на стандард Ju 87A-1.
Било је више експерименталних подваријанти из ове фамилије „R“. Тако је постојала и R-3, намењена за вучу десантних једрилица. Код њих је са ужетом за вучу био интегрисан и кабл за интерфонску и радио комуникацију са посадом једрилице. Оваква подваријанта је произведена у ограниченом броју примерака. У Бремену су се углавном производили авиони ове варијанте, у укупним количинама од 721 примерак, из целе породице „R“. Ови авиони су учествовали у немачкој инвазији на Норвешку у априлу 1940. године. Британска морнарица је била изненађена појавом авиона Ju 87R, посебно када су им потопили брод разарач и HMS африди (енгл. HMS Afridi).
Подваријанта R-4 је исто што и R-2, али је са мотором Јумо 211J.

### Ju 87D
У почетном делу Другог светског рата, авион Јункерс Ju 87 показао велики борбени успех, али су убрзо противници пронашли ефикасне начине да искористе његове слабости и да му се успешно супротставе. Немци су били спремни на то и већ су озбиљно радили на усавршавању варијанте под ознаком Ju 87D. Ту нову варијанту су назвали „дора“. За разлику од осталих ранијих варијанти, „дора“ је представљала сасвим стандардизовану и умирену концепцијску конфигурацију. Даља модернизација „доре“ се заснивала на доградњи наоружања и опреме, без измене „змаја“ авиона.
Током Битке за Британију ескадриле „штука“ су претрпеле катастрофалне губитке у сукобу са британским ловцима. На почетку операција, „штуке“ су уништавале велики број ратних и других пловних објеката. Међутим, веома брзо савезници су уочили да је Ju 87 веома рањив авион, нарочито приликом напада са доње и бочних страна, изван зоне одбране њених митраљеза. Задњи митраљезац није могао да се ефикасно супротстави нападима из ових праваца, због чега је „штука“ својим слабим оклопом била жртва британских покретних Спитфајера и Хокер харикена. Без јаке ловачке заштите „штука“ је била лак плен противничких авиона, поготово ако није летела на екстремно малим висинама.
Увидевши њену рањивост, у Луфтвафе су размишљали о две алтернативе: или да се уведе у оперативну употребу неки други авион, или да се побољша и настави производња постојећег. Пошто ниједан авион није био у фази развоја, а поготово не и спреман за серијску производњу, а захтеви рата нису дозвољавали одлагање, настављен је развој и производња Ju 87 у варијанти „D“.
Са појавом нових, јачих V клипних мотора Jumo211F и Јумо 211 J, почела је и њихова интеграција на авион Ју-87, у пролеће 1940. године. Мотори настали од претходног типа Јумо 211Da, добили су модификован диск центрифугалног компресора, већи степен компресије смеше горива и побољшан систем хлађења, који ради на већим притисцима. Опција мотора „Ј“, за разлику од „F“, има додатни хладњак за компримовани ваздух из компресора, што повећава снагу и поузданост у екстремном режиму рада. Поред тога, Јумо 211 J је захтевао скупљи бензин са октанским бројем 100, а Jumo211F је користио нормални од 87. Мотор Jumo211F је имао снагу на полетању од 1.032 kW (1.383 KS) и 802 kW (1.075 KS) на надморској висини од 4.100 m. Варијанта Јумо 211 J је била са ојачаном радилицом, репројектованим управљањем броја обртаја и директним убризгавањем горива. На полетању је имао 2.600 о / min и 1.045 kW (1.400 KS), а на надморској висини од 4.300 m 2.700 о / min и 1.052 kW (1.410 KS) (процењена снага на надморској висини од 3.800 m, 940 kW (1.260 KS) ).
Варијанта Ju 87D је у много чему била боља од претходних. Ојачан јој је оклоп, промењена конструкција и облик, померен је хладњак у дубину авиона (са чиме је смањена његова рањивост), подешен је облик поклопца пилотске кабине, а сама кабина је знатно проширена (побољшана је прегледност). Задњи митраљез је замењен са двоцевним MG 81-З и интегрисан је јачи V клипни мотор Јумо 211 J-11.
Претходницу тога развоја је чинила подваријанта Ju 87D-1. Авиони, у стандарду Ju 87D-1, масовно су коришћени на Источном фронту и у северној Африци. Овај авион је поседовао већу носивост наоружања, са преоптерећењем и до 1.800 kg бомби (мада је то представљао изузетак, што му је драстично нарушавало перформансе лета), најчешће је носио између 500 и 1.200 kg убојног терета. У оквиру тога, могао је носити и контејнер са касетним бомбама. Произведено је 476 примерака Ju 87D-1 у 1941. години, а 917 у наредној (види доњу табелу производње).
Подваријанта Ju 87D-2 нема значајнијих побољшања и коришћена је за вучу десантних једрилица. Развијена је од старијих варијанти B и D-1, често и без митраљесца у задњој кабини. На D-3 је додатно појачан оклоп, посебно су заштићени резервоари горива у крилу, да би се побољшала отпорност и „борбена жилавост“, при нападу на циљеве на земљи. Следећа подваријанта D-4, развијена је као носач торпеда. Планирана је за лов на савезничке и совјетске бродове, а коришћена је на Балтику, Црном мору као и у каналу Ламанш. Пошто је „штуки“ кроз модификације и развој значајно повећана маса, што је увек случај код борбених авиона, оптерећење крила је постало неприхватљиво велико, па се почетком 1943. године D-4 прешло на радикални заокрет са варијантом Ju 87D-5. Тако је настала једна од најбољих подваријанти у стандарду Ju 87D-5, са значајним побољшањима. Уклоњене су аеродинамичке кочнице, јер се овај авион скоро искључиво користио у класичној борбеној јуришној улози, првенствено са ватреним наоружањем. На њему су замењени митраљези калибра 7,92 mm са много јачим топовима MG 151, калибра 20 mm, побољшане су команде лета. Средином 1943. године, ова подваријанта се појавила на свима активним фронтовима.
Иако је Ju 87D-6 подваријанта планирана са циљем постизања поједностављења производње, није дошло до њене реализације. Следећа подваријанта Ju 87D-7 је у ствари Ju 87D-5, са опремом и уређајима за ноћно летење и скривањем пламена из издувних цеви и пригушењем звука, ради тежег откривања од стране непријатеља ноћу. Варијанта Ju 87D-7 је садржала унапређени мотор Јумо 211P, снаге од 1.118 kW (1.500 KS). Подваријанта Ju 87D-8 је била конверзија раније Ju 87D-5, по спецификацијама Ju 87D-7. Стандард Ju 87Е је планиран као торпедни бомбардер, али је то отказано и почетком 1943. године је обустављен рад на томе авиону.
Разлог великом паду производње авиона Ju 87 је био недостатак репроматеријала, који се у немачкој индустрији озбиљно осећао већ крајем 1943. године.
Почевши од 1943. године одређени број примерака Ju 87D, преправљен је у тренажне авиона, са удвојеним командама лета, под називом Ju 87H-1. Од Ju 87D-1, настао је Ju 87H-1, а од Ju 87 D-3 настао је Ju 87 H-3 и тако даље. Све наоружање са њих је скинуто и инструктору је омогућена потребна прегледност из задње кабине.

### Ju 87F и Ju 187
Инжењери Јункерса су много радили на побољшању наследника дотадашњих авиона Јункерс Ju 87, у оквиру дефиниције новог стандарда обележеног Ju 87F, средином 1940. године. Као што се често дешава у таквим околностима, једна промена изазива другу и код развоја авиона то може да се отме контроли, као грудва снега када се котрља низ падину све више расте, тако је и овом случају, у пролеће 1943. године, настао је сасвим нови авион. Потпуно различит од Ju 87, па је стандардизован у оквиру потпуно новог назива Јункерс Ju-187.
У овом пројекту је једино задржано типично крило од Ju 87, са измењеним размахом и распоредом појединих елемената. Труп авиона је био скоро потпуно нов и много усклађенији са мотором постављеним ниско, тако да је пилот имао добру прегледност, а из задње кабине стрелац је управљао оружјем само у задњој сфери авиона. У одбрамбеној задњој кабини, био је уграђен топ MG-131, калибра од 13 mm, a по један MG-151/20 калибра од 20 mm, са обе стране у полукрилима.
Главне ноге стајног трапа су се увлачиле уназад, а при томе су се точкови закретали за 90°, тако да су се уклапале у контуру крила. Елису је погонио мотор Јумо 213, снаге од 1.325 kW (1.776 KS) (на полетању). Ju-187 је поседовао централни подтрупни спољни носач за поткачињање бомби од 1.000 kg и четири под крилом, за од по 250 kg. Међутим, како је пројекат Ju87D-5 напредовао, постало је јасно да је велики корак испред свих, те је концепт Јункерса Ju-187 силом прилика напуштен, у јесен 1943. године. До напуштања пројекта направљени су модели за тестирање у ваздушном тунелу и макета у пуној величини. Међутим, планиране перформансе овог авиона нису радикално одступале од претходних варијанти а и увођење ФВ-190Ф у јуришну авијацију као и недостатак ресурса утицали су да се овај пројекат потпуно прекине.
Упоређење бочне силуете Јункерса Ju 87G-2 и Ju-187.

### Ju 87G
Интензивна борбена употреба совјетског авиона Иљушин Ил-2, на Источном фронту, смањила је ефекат и значај Ju 87. Луфтвафе је убрзано тражило одговор, са новим квалитетом авиона за обрушавање, ефикасније наоружаним, желело је сачувати престиж. Схваћена је неопходност наоружавања авиона са јачим топовима, који би могли уништавати средње и тешке тенкове. Због критичног недостатка времена и репроматеријала, а у циљу што брже производње и припрема за Курску битку, развијена је једна од најпознатијих варијанти „штуке“, Ju 87G. Са претходне варијанте, скинуте су заштитне плоче кабине, резервоара за гориво и мотора. Нова варијанта је такође била без аеродинамичких кочница, пошто му је функција стрмог обрушавања укинута. Авион је добио назив „густав“. Немачки инжењери су реализовали нова решења, копирајући ефикаснију совјетску заштиту, са авиона ИЛ-2. Поред репројекта оклопа кабине и других виталних делова, интегрисан је мотор Јумо J-211Ј и два топа калибра од 37 mm. За ове топове су развијене и нове гранате за пробијање јачих оклопа тенкова.
Главне карактеристике и предности ове варијанте одредила су два топа калибра 37 mm, са бојевим комплетом од по 12 граната. Топови су интегрисани у контејнерима испод крила, поред главних ногу стајног трапа, са спољне стране. Они су дугих цеви, са почетном брзином гранате од преко 1.000 m/s, пробијали су бочни оклоп, не само америчких и британских, већ и руских тенкова. Њихови контејнери су масе од око 300 kg, лако су се скидали и замењивали са конвенционалним бомбама. У односу на стандард Ју87D-3, на крилу су укинути митраљези, бомбе, резервоари горива и централни хладњак. Дебљина задњег штитника пилота повећана је на 20 mm. Стандард варијанте је одређен решењем Ju 87G-1. Укупна заштита авиона је ослабљена.
Прва „штука“ варијанте Ju 87G, произведена је у стандарду G-1, крајем 1942. године, модификацијом и надоградњом Ju 87D-3, са смањеним крилима. Следећа подваријанта, G-2, развијена је од Ju 87D-5, уз веће модификације „змаја“, крила и целе структуре авиона. Произведено је око 200 примерака авиона Ju 87 G-2 и око 20 Ju 87 G-1.
Верификациона испитивања Ju 87 G-1, завршена су крајем 1942. године, од стране Луфтвафе. Варијанта Ju 87G је била спремна за Курску битку, али је мали број тих авиона у њој учествовао. Ову варијанту „штуке“ је прославио немачки пилот Ханс Улрих Рудел, који је с њом уништио велики број совјетских тенкова. Сматра се да је са Ju 87G-1 уништио и онеспособио 519 примерака совјетских оклопних возила. Једна од тактика коју је он примењивао током напада са Ju 87G била је гађање задњег оклопа возила што је значило прилаз непријатељу из задње хемисфере, окренут ка својим линијама фронта. Ово се показало као ефикасно у ситуацијама када је авион, пре, током или непосредно после напада оштећен и самим тим се смањивала опасност по посаду летом ка својим линијама одмах после напада.
Током акције, ескадриле ових авиона пратили су и штитили ловци. На Источном и Западном фронту, њихова борбена успешност била је променљива до краја рата. Топови су имали велики учинак, али су „штуки“ значајно деградиране, иначе већ хронично скромне, перформансе лета. Гондоле за топове су стварале допунски отпор, а укупни склоп тога наоружања је значајно повећавао и масу целог авиона. Поред тога, масивни топови са контејнерима су изазивали одређену нестабилност авиона, због чега је за одређене борбене резултате захтевана висока обука и искуство пилота.

### Варијанта за ноћно узнемиравање
Суочени са непријатељским окружењем у ваздушном простору, до средине 1943. године, Немци су углавном били ограничени на ноћне операције са „штукама“. Ju 87D-5 није имао посебну оптимизацију и опрему за ноћно летење, једино су посебно обучили пилоти могли изненада да дејствују са малим слободнопадајућим противпешадијским бомбама. Циљеви су им првенствено биле издвојене групе неопрезних савезничких трупа. Луфтвафе је научио овај трик од Совјета, који су успешно изводили узнемиравајуће ноћне нападе ескадрилом жена пилота, на авионима Поликарпов По-2. Добро увежбаном тактиком и храброшћу унеле су страх у немачке редове и који су их прозвали Ноћне вештице. Директно су им у ровове бацали распрскавајуће бомбе. Због моралног психолошког дејства, дуго су Немци крили да се ради о женама пилотима. У највећој тајности су их сахрањивали, када су погинуле при обарању авиона.
Копирајући их, Луфтвафе је оформила посебну ескадрилу Ju 87, за ноћно узнемиравање. Предложено је решење опремања Ju 87 за извршавање таквих ноћних задатака, 23. јула 1942. године. Тако модификоване авионе је било теже открити са земље по мраку. Иако је била за то планирана подваријанта Ju 87D-6, иста није реализована. Следећи стандард је био Ju 87D-7, настао од Ju 87D-5, са опремом и уређајима за ноћно летење и скривањем пламена из издувних цеви и пригушењем звука, ради тежег откривања од стране непријатеља. Варијанта Ju 87D-7 је садржала унапређени мотор Јумо 211P, снаге 1.118 kW (1.500 KS). То решење је званично усвојено 10. новембра 1943. године. Пилоти су посебно обучавани за ноћно „инструментално“ летење, при чему се навигација и одређивање положаја авиона у простору базирало на подацима авионских инструмената. Јункерс Ju 87 се показао као идеалан авион за ову намену, при лету на малој висини и са малом брзином.

## Производња
Ju 87 се почео производити у фабрикама авиона у Десау и у Бремену, касније је повећан број погона. Познатији производни погони су били фабрике Јункерс Десау, Везерфлуг Бремен, Везерфлуг Лемвердер и Везерфлуг Темпелхоф. Производња и оперативна употреба авиона Ju 87 је била првенствено намењена за Луфтвафе. Према расположивим информацијама, пре рата 1937. године, извезен је само један примерак Јапанској царевини. По уласку у рат, Италија је 1940/1941. године, добила 97 примерака Ju 87, а Мађарској су, 1940. године, испоручена четири примерка на упознавање. Касније су те испоруке увећане земљама које су се придружиле пакту са Немачком.
Била је покренута масовна серијска производња Ju 87, у свима расположивим капацитетима. Прва поруџбина је била за 216 примерака авиона Ju 8787A-1, у периоду од јануара 1936. године до 1938. Јункерсови капацитети су били потпуно ангажовани том производњом, те је развој допунских производних капацитета је постао неопходан. До 1. септембра 1939. године, 360 примерака Ju 87 је произведено у фабрикама Јункерс у Десау и Бремену. Лимитирајући фактор је био, стручна радна снага, репроматеријал и компоненте. Почетком већих губитака немачке војске широм ратишта, мобилизација није мимоилазила ни раднике фабрика ваздухопловне индустрије. Мањак радне снаге је решаван и са заробљеницима. Са гвозденом дисциплином и уз велике напоре, ипак је производња одржана, чак и са тенденцијом раста у већем временском периоду и у тим условима.
Успостављена је производња и у погонима у Словачкој, али то се морало одложити док су се фабрике опремале одговарајућим алатним машинама и опремом. Било је проблема са тим опремањем због дефицитарних испоручиоца исте. Покушавана је набавка потребне опреме за фабрике из Швајцарске и Италије. Словаци су могли обезбедити 3.500 до 4.000 радника, али међу њима није било довољно стручног техничког особља. Циљ је био произвести још барем по само 25 примерака авиона месечно, у то критично време када је њихова потражња била у порасту.
У октобру 1942. године, производни планови су задобили још један ударац, када је једна фабрика делова авиона изгорела. Настао је хронични недостатак делова трупа, репова и стајних трапова. Директор Јункерса је известио да је до јануара 1943. године, могуће произвести само 120 примерака авиона Ju 87 у Бремену и 230 у Берлину.
Губици Ju 87 су се повећали, што је био важан фактор у процени његове ефикасности и наставку динамике производње. Његов животни век је смањен (после 1941) од 9,5 на 5,5 месеци трајања ратне оперативне употребе, односно на свега 100 оперативних сати лета. Коначно, усаглашена је минимална производња варијанти Ju 87D-3 и Ju 87D-5 за даљи период рата, крајем 1943. године. Међутим, у мају 1944. године, производња је нагло пала. У мају је произведено само 78 примерака Ju 87 и 69 обнављано оштећених. У наредних шест месеци је пристигло у јединице 438 примерака Ju 87D и Ju 87G, као нови или поправљени авиони. Није познато да ли је било незваничног склапања авиона Ju 87, од преосталих делова после децембра 1944. године, односно после званичног завршетка производње.

### Укупни број произведених примерака
Производња авиона Јункерс Ju 87 је трајала од јула 1937. до средине 1944. године, а Други светски рат је трајао од 1. септембра 1939. до 2. септембра 1945. године, што значи да су већина варијанти развијене и већи број примерака су изграђени у ратним условима. Та „ратна производња“ и развој су посебно били тешки у другом делу рата, када су савезници почели интензивно бомбардовање Немачке. Посебно су погони војне индустрије били стратегијски циљеви у томе бомбардовању. У тим условима је било тешко водити и водити прецизну евиденцију о укупној производњи броја примерака авиона Ju 87 на више локација, а поготово није било лако сачувати документација о томе, у току разарања производних погона.
Имајући у виду те услове, није ни чудно што постоје разлике у изворима о подацима за укупни број произведених примерака авиона Ju 87. У горњим табелама, приказана је динамика производње по два параметра, по варијантама и по погонима производње. Подаци се међусобно у одређеној мери разликују, пошто нису из истих извора. Међусобно су извори у мањој колизији, што се тиче укупног броја произведених примерака, према изворима, што је и приказано у датом прегледу.
Приказ укупног броја произведених примерака према различитим изворима:
- 6.500.[94]
- 5.752[88]
- 5.700[13][62]
- Више од 6.000 примерака.[3][95]
- 6.513[10]
- Укупно 6.513 серијских + 9 прототипова = 6.522 примерака.[27]
  - 9 изворних прототипова, изграђених у Јункерс Десау, нумерисаних № 4921-4929
  - 583 авиона изграђени у Јункерс Десау.
  - 5.930 примерака авиона, произведено у фабрикама Везерфлуг Бремен, Везерфлуг Лемвердер и Везерфлуг Темпелхоф.
- До краја рата је произведено више од 5.700 примерака „штука“.[96]

У оваквој ситуацији је најкоректније формулисати овај податак, да је произведено нешто више од 6.000 примерака авиона Ju 87, као што је и наведено горе у „кућици“ чланка.

## Оперативна и борбена употреба

### Грађански рат у Шпанији
Током Шпанског грађанског рата уочено је да су тешки и средњи бомбардери имали релативно мали ефекат у неутралисању појединачних циљева (као што су нпр. тенкови, оклопна возила или бункери). Главни разлог је била велика висина лета и велико растурање бомбе при слободном паду, при гађању без нишанских система на основу слободне процене пилота. У исто време ловачки авиони, који су носили мање бомбе и избацивали их из обрушавајућег лета, постизали су веће успехе. Немачка легија Кондор је била опремљена првим варијантама Ју 87-А који су се обрушавали под великим углом. Уочено је да „штука“ не може да се сама брани од ловаца, тога времена (као што је био нпр. био совјетски И-15) и без своје ловачке заштите је била лак плен. У случају сопствене премоћи у ваздушном простору, са „штуком“ су постизани одлични резултати у бомбардовању.
Ноћу, 1. августа 1936. године, брод Усарамо је испловио из луке Хамбург и пет дана касније пристао у Кадизу, у Шпанији. На броду су били авиони које је Немачка послала Франковој војсци, као помоћ (шест ловаца Хајнкел He 51) и други ратни материјал. После искрцавања, немачки пилоти, техничари и авиони су послати у Севиљу, где је допремљено још 10 транспортних авиона Јункерс Ju 52. То је био почетак учешћа Легије Кондор.
У новембру исте године стигла је и прва „штука“, варијанте Ju 87A-0, која је распоређена у посебну јединицу за пробе нових авиона, у којој су већ били Месершмит Bf 109, Хајнкел Хе-112 и Хеншел Хс-123. Мало се зна о борбеном путу ове прве „штуке“. Следећа испорука су биле три „штуке“ варијанте Ју 87А-1, у јануару 1938. године. У фебруару су „штуке“ почеле са борбеним дејствима са аеродрома јужно од Сарагосе, током битке код Теруела. Откривено је да се, метални покривачи ногу стајног трапа („капотажи)“, лако забијају у мекану површину (блато) аеродрома, па су исти уклоњени. Уз то, 500 kg бомби је могло да се носи само ако је задњи стрелац уклоњен, па је носивост „штуки“ ограничена на само једну бомбу од 250 kg.
У другој половини марта „штуке“ су дејствовале по више циљева, укључујући и мостове, са све бољим резултатима. Искусни пилоти се враћају у Немачку, а на њихова места долазили су нови. На тај начин је већи број пилота обучаван у стварним борбеним условима и стицао је реално ратно искуство. „Штуке“ су снажно из ваздушног простора подржавале напад на Валенсију и каснији продор фашиста са Медитерана. Затим су дале значајан допринос у одбијању републиканске офанзиве на реци Ебро, у јулу 1938. године. Три „штуке“ су извеле 4 посебна напада на концентрације трупа јужно од места Мекуиненза, 27. јула. После још неких напада на бродове авиони Ju 87A су враћени у Немачку, октобра 1938. године.
Прве „штуке“ су замењене са пет нове варијанте Ju 87B-1 у Легији Кондор, оспособљених да носе пун борбени комплет бомби од 500 kg. Ове нове „штуке“ су потпуно засениле претходне Ju 87A-0, супериорнијим перформансама, тако да су обезбедиле велику предност у избору за оперативну употребу. Током краја офанзиве у Каталонији често су „штуке“ пратиле бомбардере Хајнкел He 111, у нападима на непријатељске положаје. У марту 1939. године, учествовале су на мадридском фронту, али пред сам крај рата спаковане су у бродске контејнере и тајно су транспортоване из Шпаније.
Искуство из Шпаније је било незамењиво. Пилоти и остало особље су усавршили своја знања и стекли реално ратно искуство, а резултат тога су били и квалитетни захтеви за модификације, даље усавршавање и надградњу авиона, што је била велика предност пред улазак у Други светски рат. У Другом светском рату „штука“ је имала велику предност у односу на противничке авионе. У Шпанији су имале јаку ловачку заштиту и обезбеђену општу превласт у ваздушном простору, а и противавионска одбрана републиканаца је била слаба. С тиме је поверење у бомбардер обрушавањем нарасло, али је остало нејасно како ће се „штуке“ показати у условима непотпуне превласти у ваздушном простору.

### Други светски рат
У припреми за инвазију на Пољску, Немци су на међусобну границу распоредили велики број ваздухопловних јединица, наоружаних са авионима Јункерс Ju 87. У јутро 15. августа 1939. године, током ваздухопловне вежбе гађања на полигону Луфтвафеа код Сагана, страдало је 13 авиона Ju 87 са 26 чланова посаде, када су сви готово истовремено ударили у земљу. У намери да гађају мете бомбама авиони су се обрушавали кроз облак, са планом да се „ваде“ из обрушавања испод његове доње базе. При томе нису имали тачне податке о висини доње базе облака, која је била нижа од сматране и нису имали довољну резерву висине, за „вађење“ из обрушавања.
Авиони Ju 87, коришћени су током целог рата на свим европским и другим фронтовима. Током првих ратних година показали су се као одлични авиони у условима немачке апсолутне превласти у ваздушном простору Европе, те су у томе почетку масовно и коришћени. Од средине па до краја рата умањена је њихова борбена ефикасност, са јачањем ваздухопловних снага савезника. Почетна концепција је трајно лимитирала карактеристике и перформансе Ju 87, што је довело до тога да су само силом прилика задржани у наоружању до краја рата.

#### Пољска
„Штуке“ су одабране да изведу први борбени задатак немачке војске у Другом светском рату, 20 минута пре почетка других акција, као кључни сегмент доктрине блицкриг. Луфтвафе је планирао формацију од 366 авиона Ju 87A и Ju 87B, за операције 31. августа 1939. године. Један од циљева је био да се уништи систем кабловске инсталације за активирање експлозива, који је био постављен на стратегијском мосту преко реке Висле, у пољском коридору (територија између Немачке и немачке источне Прусије). Пољаци су овај мост минирали, спремни да га дигну у ваздух ако Немци нападну. Каблови су водили до утврђених зграда, које су Немци одлучили да униште бомбардовањем из обрушавања. Тачно у 4:26 ујутру формација „штука“, предвођена капетаном Бруном Дилијем, полетела је из базе у источној Прусији према рејону моста. Летећи ниско а затим повећавајући висину за напад, „штуке“ су успеле да баце бомбе тачно на циљ, утврђене зграде. Међутим, пошто су немачке копнене трупе касниле, Пољаци су ипак успели да униште мост са обновљеним инсталацијама.
Тај први дан рата, Луфтвафе је већи део својих снага послао далеко иза линије фронта, са намером да униште пољске ваздухопловне снаге распоређене по дубини брањене територије, али нису успели испунити те планиране задатке. Процењено је да су Пољаци при томе изгубили само око 30 авиона. Касније, истог дана, 1. септембра 1939. године, „штуке“ су обориле и први савезнички авион у Првом светском рату и то застарели пољски ловац PZL P.11, са пилотом Мјечиславом Медвецким (пољ. Mieczysław Medwecki). Док су се враћале након напада на аеродром у Кракову, прелетале су преко помоћног пољског аеродрома са којег је управо полетао пар ловаца. Пољски пилот се, још у пењању, усмерио на групу „штука“, не примећујући да му иза леђа долази још једна група. Франк Нојберт, командант друге групе, приближио се и отворио ватру са митраљезима на крилу. Погодио је кабину ловца, који је потом експлодирао, а његови делови су се свуда разлетели.
Уз успешне нападе на пољске копнене снаге, Луфтвафе је настојала и да уништи и бродове мале пољске морнарице. Напади су извођени и на регион Вестерплате и на полуострво Хел. Хел је био добро утврђен и брањен јаком противавионском ватром, па су 2 „штуке“ оборене, већ у првом нападу. „Штуке“ су нападале главну поморску базу у Гдињи, 3. септембра и уништеле су разарач Вичер и тешко су оштетиле минополагач Гриф.
После уништења пољског ваздухопловства и немачког преузимања превласти у ваздушном простору, „штуке“ су све више имале своју основну намену „летеће артиљерије“ , у непосредној подршци копнених трупа.
Током једног окружења пољских снага, 6 дивизија се предала после четвородневних борби. Током бомбардовања пољских снага, Немци су користили распарчавајуће бомбе од 50 kg. „Штуке“ су учествовале и у бици на реци Бзури, која је значајна по слому јачег пољског отпора 1939. године, где је укупно бачено 388 тона бомби.
У првим ратним годинама Ju 87 постиже велике успехе. Током Инвазије на Пољску, „штуке“ су извршавале борбене задатке без потешкоћа. Авиони пољског ваздухопловства, типа PZL P.11 нису представљали већу опасност немачким пилотима, због њиховог слабог наоружања и јаке ловачке заштите „штука“.
„Штуке“ су учествовале и у бомбардовању града Варшаве, при чему је исто направљена велика штета. Најчешћи њихови задаци су били прецизно бомбардовање пољске артиљерије, ватрено дејство по колонама живе силе и технике, а понекад и извиђање. Током целе операције заузимања Пољске укупно је изгубљена само 31 „штука“.
У рату у Пољској испољен је Немачки смисао за савршену координацију концентрисаних удара ваздухопловства са јасно одређеним циљем. Посебно је испољена савршена координација авијације за подршку и оклопних јединица, у чему су централну улогу имале „штуке“. У условима готово апсолутне премоћи у ваздушном простору, та комбинација је дејствовала савршено, што до тада није виђено у ратним дејствима. Та координирана дејства „штука“ и оклопних јединица, по својем ефектима продирања, била је равна појави некадашње Џингисканове коњице, којој ни један европски народ није могао да се одупре. Ту комбинацију су неретко војни теоретичари називали „војно чудо“. Оно је ефикасно функционисало само дотле док је Немачка имала премоћ у ваздушном простору.
Немци су направили филм о Ju 87, у њему је пропагирано како је с њим разарана Пољска. Приказани су делови бомбардоване Варшаве, после завршетка борбених дејстава. Пропагандно су приказани направљени импресивни снимци, за ову намену. Порука филма је била претња и застрашивање Енглеске, пред предстојећи напад на њих.

#### Норвешка
Операција Везерибунг почела је 9. априла 1940. године, нападом на Данску и Норвешку. Данска је капитулирала у току једног дана, док је Норвешка наставила пружати отпор уз британску и француску помоћ.
Било је много разлога за „штуке“ да дејствују у борби на копну, током тог сукоба у скандинавским земљама. Уместо тога, интензивно је коришћена у нападима на савезничке бродове, који су покушавали пружати помоћ норвешким снагама одбране, у спречавању немачке окупације.
Због планинске конфигурације бојишта, операција није била класичан блицкриг брзих оклопних јединица, са блиском подршком из ваздушног простора. Немци су користили комбинацију падобранског десанта, планинских скијашких јединица транспортним авионима Јункерс Ju 52. „Штуке“ су биле од изузетног значаја у дејству на мору, нападајући бродове и појединачне циљеве на копну.
Прве „штуке“ су полетеле у 10:59 9. априла, са окупираних аеродрома, са задатком да униште тврђаву Оскарборг, после губитка немачке тешке крстарице Блихер, што је омело план искрцавања Немаца у Осло. Коначно, „штуке“ су неутралисале одбрану, а предаја Норвежана је уследила по немачком заузимању Осла.
Погођен је и оштећен норвешки разарач Агер (норв. Æger), код Ставангера. Посада Агера потопила је властити брод, да не би исти пао у руке Немаца.
У оперативној употреби се појавила и нова подваријанта „штуке“ Ju 87R, са већим долетом и борбеним радијусом.

#### Француска и Холандија
Луфтвафе је извукла поуку из стеченог искуства у операцијама у Пољској и Норвешкој, па је посебну пажњу посветила увежбавању гађања малих појединачних циљева током „лажног рата“ на западном фронту, у периоду до маја 1940. године.
Кад је почела инвазија западних земаља, 10. маја 1940. године, „штуке“ су брзо неутралисале тврђаву Ебен Емаел заједно са десантним падобранским јединицама. Савезници нису успели да униште мостове преко Албертовог канала у Белгији, зато што су „штуке“ са 4 поготка бомби уништиле зграду у којој је био командант задужен за њихово рушење. Савезници су касније, од планирана четири, срушили само један мост.
Јединице са „штукама“ су имале важну улогу у остваривању кључног немачког пробоја одбране код Седана, са 300 мисија по циљевима на француским положајима. Током Битке за Француску, авиони Ju 87 се први пут сусрећу са јаким ваздухопловним снагама састављеним од: Хокер харикен, Моран-Солније МС.406 и у каснијим фазама са Спитфајерима. Захваљујући јакој ловачкој заштити, губици „штука“ нису били велики.
Луфтвафе је био успоставио и добру комуникацију земља-авион, током дејства. Истурени официри за везу, са радио-станицама су били у комуникацији са „штукама“, позивали су их и прецизно их наводили на значајне противничке положаје. У неким случајевима „штуке“ би се појављивале веома брзо, за свега 10 до 20 минута.
Током евакуације код Денкерка многи савезнички бродови су потопљени, борбеним дејством „штука“. Француски разарач Ладроа (фр. L' Adroit) потопљен је 21. маја, пароброд Крестед Игл (енгл. Crested Eagle) 28. маја 1940. године, а британски разарач Гринејд (енгл. Grenade) 29. маја. Истог дана су савезници изгубили 31 брод, а 11 им је оштећено. Укупно је потопљено 89 путничких и теретних бродова (са 126.518 бруто регистарских тона), а британска морнарица је изгубила 29 од својих 40 разарача (8 потопљено, 23 оштећено).
Савезнички отпор у ваздушном простору, био је слабо организован и као резултат тога били су губици „штука“ релативно мали и то углавном од противавионске ватре. Укупно је оштећено и уништено 120 „штука“.

#### Битка за Британију
Ваздухопловне снаге, које су нападале Британију, биле су веома јаке, укључујући и „штуке“. Првенствен немачки циљ је био сламање британског ратног ваздухопловства, да би створили услови за инвазију копнених снага на тло Британије. За овакав подухват неопходно је било уништити британску ловачку авијацију, инфраструктуру, аеродроме и комуникацијска места ваздухопловства. За овај подухват био је одређен цео ваздухопловни корпус. Луфтвафе је концентрисало ваздухопловну силу, у коју је било укључено 336 „штука“, од којих је око 280 било оперативно исправно. Допринос у нападима авиона Јункерс Ju 87 на Британију, био је краткотрајан. Током почетних сукоба „штуке“ су углавном изводиле нападе на бродове у каналу. Потопиле су 4 теретна брода у Ламаншу, 4. јула 1940. године, а то су били Бритсум (енгл. Britsum), Далас сити(енгл. Dallas City), Декалион (енгл. Deucalion) и Колг(енгл. Kolga). Поред тога, оштетиле су још 6 бродова. Тог поподнева, „штуке“ су потопиле и брод Фојлбенк (Foylebank) у луци Портланд.
Немци су 13. августа 1940. године са 86 „штука“ напали аеродром Детлинг, који је остао без британске ловачке одбране. Тактичком варком, немачки ловци Месершмит Bf-109 одвукли су пре тога британске авионе од брањеног аеродрома. У нападу је уништено 20 британских авиона на земљи, а тешко је оштећен и сам аеродром.
Током кампање у Шпанији и Пољској, дејства смртоносних формација „штука“, била су поражавајућа за браниоце, али преко Ламанша, током Битке за Британију, ти авиони се нису могли супротставити супериорним харикенима и Спитфајерима. Ju 87 су престали да буду нападачка сила, већ су постали сами жртве. Битка за Британију је јасно показала да су у условима непотпуне премоћи у ваздушном простору „штуке“ врло осетљиве на дејство противничких ловаца, због мале брзине лета, слабих маневарских карактеристика и слабог одбрамбеног наоружања. Цела формација „штука“ тога корпуса је уништена, у борбеним мисијама широм Ламанша. Луфтвафе није имао алтернативу, у августу су авиони Ju 87 повучени из борби. Наредне варијанте авиона Ju 87 су развијене и произведене за борбену употребу у Европи и на Медитерану.
У ваздушним борбама је уништено 16 „штука“, 18. августа. По немачким подацима 20%, од укупног броја, „штука“ је уништено у периоду 8-18. августа, па су последично повучене из борбених дејстава. „Штуке“ су уништиле 6 ратних и 14 трговачких бродова, тешко су оштетиле 7 аеродрома и 3 радарске станице и уништиле су 49 британских авиона махом на земљи.
Немачке јединице 8. Ваздухопловног корпуса (VIII.  ) су кренуле 19. августа из својих база из Шербура и околног подручја и концентрисале ближе подручју одређеном за инвазију. Немци су поново напали аеродроме, 13. септембра, са учешћем мањег броја Ju 87.
Операције против бродова су настављене, одређеним бројем јединица са Ju 87, од 1. новембра 1940. године, као део нове тактике блокаде Британије. У идућих 10 дана седам трговачких бродова је уништено углавном у ушћу Темзе, уз губитак 4 Ju 87. Под заштитом пукова ловаца Bf-109, 19 „штука“ је напало бродски конвој, 14. новембра, а затим и Довер. Лоше време након тога је утицало на смањење операција против бродова, а после тога су групе „штука“ почеле и са пребазирањем на исток, у склопу припрема за Операцију Барбароса. На пролеће 1941. године, само је 30 примерака авиона „штука“ остало распоређено против Велике Британије. Операције током зиме су укључивале нападе на бродове на мору, ушће Темзе, пристаниште Чатхам (енгл. Chatham), Довер и ноћну нападе над каналом Ламанш.

#### Северна Африка и Медитеран
Као одговор на италијанске поразе у Грчкој и северној Африци главна команда Вермахта одлучила је да пребазира неке своје снаге у та подручја. У току децембра 1940. године, два пука „штука“ (око 80 авиона) пребазирано је на Сицилију, под командом 10. ваздухопловног корпуса (X.  ). Први задатак корпуса је био напад на британски поморски промет између Сицилије и Африке. Први напад је уследио на британски носач авиона Иластријос (енгл. Illustrious). Посаде авиона су биле сигурне у успех, јер је површина носача износила око 6.500 m².
Дана 10. јануара 1941. године, посаде „штука“ су добиле уверавања, да ће 4 директна поготка бомби од 500 kg бити довољна да потопе носач авиона. „Штуке“ су погодиле носач 6 пута, уз 3 блиска промашаја, али брод није потонуо и успео је да дође до Малте где је касније поправљен.
Ju 87 Луфтвафе предати Италијанима преименовани су у назив итал. Picchiatello. Неки од ових авиона су употребљени у почетним нападима на Грчку у октобру 1940. године, али њихов допринос је био недовољан да спречи италијански пораз. Грци су их већ почетком 1941. године, потиснули у Албанију.
Пронемачка југословенска Влада Цветковић-Мачек је срушена 27. марта 1941. године. Хитлер је из одмазде одмах наредио да се у предстојећи напад на Грчку (операција Марита) укључи и напад на Југославију. Та операција је почела 6. априла 1941. године. Луфтвафе одређује „штуке“ Ju 87B у саставу ваздухопловних снага за напад. „Штуке“ су вршиле врло успешне нападе на југословенске јединице, а због малог броја и слабог дејства југословенских ловаца, имале су значајан учинак уз мале губитке и то углавном од земаљске противавионске ватре. Ефикасност „штука“ је била један од многобројних одлучујућих фактора који су допринели брзом напретку Немаца и слому отпора Краљевине Југославије. „Штуке“ су имале улогу у операцији Казна, са бомбардовањем Београда, наменом напада на положаје противавионских топова, док су класични бомбардери засипали град слободно падајућим бомбама. Београд је био веома много оштећен, са 2.271 погинулих и 12.000 рањених становника.
У Грчкој, и поред британске помоћи, било је слабо дејство ловаца против „штука“. Савезници су почели повлачење на Крит, после пропасти одбране на грчком копну. Током битке за Крит, авиони Ju 87 играју важну улогу. „Штуке“ су опет биле успешне у нападима на савезничке бродове, па су 22. априла потопљени грчки разарачи Псара и Идра (1.389 тона). Током два наредна дана, 23 брода су потопљена у луци Пиреј.
У наставку борби на Медитерану ноћу 21/22. маја 1940. године. Немци покушавају да бродовима шаљу појачања на Крит, али због ефикасног дејства британске флоте губе 10 бродова. „Штуке“ су позване у помоћ, па су 21. маја потопиле разарач Џуно, а следећега дана Грејхаунд и крстарицу Глостер. Оштетиле су бојни брод Ворспајт, као и разарач Фиџи (доцније уништен од Bf-109). Уништени су бродови Кашмир и Кели, 23. маја. Хереворд је потопљен 26. маја, а Орион и Дајдо су оштећени.
Јуришни борбени пукови су подржавали сваки напад немачког афричког корпуса, у двогодишњој борби у Северној Африци, остварујући знатне успехе. Међутим са порастом савезничке ваздухопловне моћи, посебно од краја 1942. године, авиони Ju 87 су постали веома рањиви и трпели су тешке губитке, од ловаца. Улаз САД на северноафричко ратиште, са операцијом Торч (енгл. Torch), повећава инфериорност „штука“, у међусобном сукобу са противничким ловцима-бомбардерима. Ловци-бомбардери могу да одбаце бомбе по појави противничког авиона и боре се с њим мање-више супериорно, али то нису могле „штуке“, које су конципиране искључиво за улогу обрушавајућег бомбардера. „Штука“ није имала никакве шансе за преживљавање у тој борби, на пример са авионом P-47 Тандерболтом, па и од слабијих. Тако је петнаест „штука“ Ju 87D оборено од америчких ловаца Кертис P-40, 11. новембра 1942. године, у временском периоду од неколико минута.
Почетком 1943. године, премоћ у ваздуху над северном Африком прелази потпуно на страну савезника. Ju 87 су се појављивали само у мањим групама и тада су често одбацивали бомбе на прву појаву непријатељских ловаца. Уз то немачки ловци нису имали довољно горива за праћење „штука“, током читавог лета.
„Штуке“ настављају са подршком снага Вермахта у јужној Европи, после капитулације сила Осовине у Северној Африци. У септембру 1943. године, учествују у нападима на грчко острво Додеканез, ослобођено од Британаца. Из база у Мегари и на Родосу, учествује 75 авиона типа Ju 87, у нападима који омогућују Немцима да поново заузму то острво.

#### Источни фронт
Припремајући се за напад на СССР, авион Ju 87 је модификован у противоклопну варијанту „G“. За ту намену му је репројектован оклоп и омогућено му је да по потреби носи два топа, калибра од 37 mm, уграђеним у контејнерима испод крила. Било је планирано да ти авиони лете на малој висини, тако да им совјетски ловци не могу прићи и напасти их с доње осетљиве стране. Горњу полусферу су бранили дефанзивним оружјем из задње куполе, те су тако дејствовали и преживљавали успешно.
До времена немачког напада на СССР, 22. јуна 1941. године, Немци су успели да окупе у близини совјетске границе 324 авиона Ju 87, од којих су 233 били способни за борбу. То је мање него током целе инвазије на Француску.
Најуспешнији пилот на авиону „штука“ био је Ханс Улрих Рудел. У својој ратној каријери је направио укупно 2.530 борбених летова, највише од тога на Ju 87 (око 400 летова је направио на Fw 190, током којих је оборио и 11 противничких авиона) и то највише на Источном фронту. Уништио је око 150 различитих врста артиљеријских оруђа, 519 тенкова, око 1.000 других различитих возила, 70 авиона на земљи, руски бојни брод Марат, две крстарице и разарач. Нанео је толику штету Црвеној армији да га је лично Стаљин уценио на 100.000 златних рубаља. Био је познат по изузетној неустрашивости и одлучности, а био је изузетан пилот. Обаран је 26 пута, 18 пута рањаван, изгубио је и једну ногу у борби, али се борио до самог краја рата и преживео га је.

##### Операција Барбароса и Тајфун
Команда оружаних снага Немачке, Вермахт, испланирала је напад на Совјетски Савез под кодним називом Операција Барбароса. По томе плану је напад покренут 22. јуна 1941. године. Циљеви за „штуке“ су били веће концентрације совјетских трупа, бункери, утврђења, складишта муниције и друге ратне опреме, железничка чворишта и аеродроми.
Луфтвафе је припремио више ваздухопловних формација, за овај напад. Са VIII ваздухопловним корпусом је командовао генерал Волфрам Фон Рихтхофен, а њему је предпотчињено и неколико других ваздухопловних јединица. Та формација је представљала прву групу. Другом групом је командовао генерал Лоерзера Бруно. Њу је сачињавао такође ваздухопловни корпус и више придодатих јединица. Са трећом групацијом је командовао генерал Ханс Јирген Стумфа. Ова групација исто је била мешовитог састава.
У добро припремљеном, изненадном и јаком првом немачком „удару“, совјетска авијација је готово потпуно уништена, у западним деловима СССР. Према званичним подацима уништено је 1.489 совјетских авиона. Сам Геринг није могао да верује тим првим извештајима, па је тражио проверу и пребројавање олупина летелица. Немци су утврдили и известили за преко 2.000 примерака, а Совјети су након два дана објавили податак о 1.922 ваздухоплова. Нажалост, најважније је да су Немци тада стекли потпуну превласт у ваздушном простору, изнад Совјетског Савеза и дуго су је задржали. Прецизни напади на складишта муниције нарочито су се негативно одразили на борбену ефективност свих јединица Црвене армије.
При нападу су авиони Ju 87 изазвали велике губитке копненим и поморским совјетским снагама. Разбили су систем им артиљеријске одбране, уништили су им сва утврђена упоришта, оштетили и прекинули комуникације и снабдевање совјетске војске. Пример је 18 уништених железничких композиција (возова) и 500 возила, на дан 5. јули 1941. године. При повлачењу совјетске армије преко Дњепра, према Кијеву, „штуке“ су срушиле мост и нанеле су велике губитке Другој оклопној армији, 13. септембра. При томе је изгубљен само један авион Ju 87. Десет дана касније, 23. септембра, пилот Ханс Улрих Рудел, приликом напада на луку Кронштат, тешко је оштетио бојни брод Марат. Такође, током ове акције, пилот Егберт Јецкел (енгл. Egbert Jaeckel) потопио је разарач Минск и Стерегуши (енгл. Steregushchiy) и подморницу M-74. Такође су оштећени брод Октиабрска револуција и разарачи Силни и Грозни, уз губитак само два авиона Ju 87.
„Штуке“ су подржавале продирање централне групе немачке војске, на правцу према Москви. Од 13 до 22. децембра уништили су 420 возила и 23 тенка и то авионима, ваздухопловне групације под командом генерала Ханса Јиргена Стумфа, што је повољно утицало на побољшање озбиљно уздрманог морала немачке војске.. Та ваздухопловна групација је укупно у своме дејству, у оквиру операције Барбароса, уништила 2.401 возило, 234 тенка, 92 артиљеријске батерије и 21 железничку композицију, уз свој губитак од 25 авиона Ju 87. На авионе Јункерс Ju 87, постављене су и скије на ноге стајног трапа, 22. децембара 1941. године, ради могућности коришћења снежних полетно слетних стаза.

##### Стаљинград
Почетком 1942. године, главна команда Вермахта се ослањала на моћ авиона Ju 87 и очекивана је још вреднија подршка тих авиона, у освајачком походу на исток. У зиму 1941. совјетска 44. армија копнене војске искрцала се на полуострву Керч са циљем слабљења немачког притиска на опкољени Севастопољ. У условима немачке потпуне превласти у ваздушном простору, „штуке“ су браниоцима, 29. децембра 1941. године, нанеле велике губитке. За првих 10 дана дејстава, пола састава је било уништено, а морске линије снабдевања потпуно прекинуте, те је војска остала потпуно одсечена. Нанети су велики губици пловним објектима на мору. „Штука“ је демонстрирала велику ефикасност против совјетских оклопних средстава, нарочито ранијих тенкова (Т-26, БТ-7 итд.). Оклопна возила која су морским путем превезена и искрцана, заједно са пешадијом, имала су релативно танак оклоп (за разлику од каснијих тенкова Т-34) и били су лак плен за дејство немачких „штука“, због чега су скоро потпуно уништени.
Током битке за Севастопољ, „штуке“ су немилосрдно бомбардовале совјетске снаге у окружењу. Неки пилоти Ju 87, направили су и до 300 летова против совјетских браниоца. Немачка 4. ваздушна флота направила је укупно 7.708 борбених летова, при чему је на град бачено 3.537 тона бомби. Са успешним спречавањем пружања било какве помоћи опкољеним снагама, уз комбиновану артиљеријску подршку и директним ваздушним нападима, „штуке“ су значајно допринеле паду Севастопоља, 4. јула.
У летњој офанзиви, Немци су ангажовали 1.800 авиона, што је највећа и најмоћнија концентрација ваздухопловних снага, до тада у свету. У оквиру тих снага, било је ангажовано 151 авиона типа Јункерс Ju 87.
Током битке за Стаљинград, „штуке“ су направиле на хиљаде летова против циљева на совјетским положајима у граду. Пошто је немачка Шеста армија потиснула Совјетску војску у простор дубине од свега 1.000 метара, на западној обали реке Волге, „штуке“ су им са 1.208 летова изазвале стравичне губитке, али нису успели да их потпуно униште. Луфтвафе је имало максималне напоре, током ове фазе рата. Направили су у просеку 500 летова дневно и проузроковали су велике губитке међу совјетским снагама, изгубивши у просеку само једну „штуку“ дневно.
Стаљинградска битка је обележила врхунац учинка авиона Јункерс Ju 87, у односу на цели временски период његове оперативне употребе. Како су ваздухопловне снаге совјетске Црвене армије постепено расле, расла им је и превласт у ваздушном простору, а Луфтвафе слабило и формације „штука“ су потискиване. Од тога периода, рапидно је почела да долази на видело рањивост „Штука“.

##### Битка код Курска
У Курској бици су такође учествовале „штуке“. Ju 87G су имали разарајуће дејство против совјетских тенкова, код Орела и Белгорода, учествовали су у подршци немачке контраофанзиве, од 16-31. јула, у циљу ослобађања из окружења две немачке армије. Са подршком из ваздушног простора, заустављена је совјетска офанзива. При томе је авијација Луфтвафе имала велике губитке, само за четири дана је изгубљено 28 „штука“ (8. јула осам, 9. јула шест, 10. јула шест и 11. јула осам).
Совјети су са око 3.000 ловачких авиона имали премоћ у ваздушном простору, а губици Ju 87 су стално расли и постали су вишецифрени. Нарочито поражавајући ефекат на „штуке“ су имали ловци Ла-5, који су масовно употребљени у овој бици. Овај авион је био веома ефикасан користећи своје добре летне карактеристике и моћно наоружање, а пилот и кабина су му били добро заштићени звездастим (радијалним) мотором, од ватре стрелчевог митраљеза „штуке“, у позицији напада Ла-5 из задње полусфере. Без обзира на ове губитке, авиони Ju 87 су одиграли значајну улогу у успешном пробоју обруча и у извлачењу немачких снага, код Азовског мора.
У бици за Кијев учествовале су „штуке“, али са слабим ефектом. Тада их је совјетска авијација масовно уништавала и на земљи и у ваздуху.Bergström 2008, стр. 25–26 Тада су изгинули многи прослављени немачки пилоти, асови. После битке код Курска, број „штука“ је спао на свега 184 примерка. Овај број је био далеко испод потребног. У датој ситуацији расположиви авиони Ju 87 су, 18. октобра 1943. године, преименовани у јуришне. Луфтвафе више није имао бомбардерске јединице са авионима Ju 87. У том периоду већ почиње коришћење авиона Fw-190, за јуришне задатке пошто у измењеним условима на ратиштима, „штуке“ нису могле извршавати задатке из те намене, а и остало их је оперативно, у занемарљиво малом броју.

##### Операција Багратион и битка за Берлин
Пред крај рата, савезници су имали потпуну премоћ у ваздушном простору. Јединице, наоружане са авионима Ju 87, драстично су се проредиле, као што је и опао њихов укупан број оперативних примерака. Преостали мали број „штука“ супротставио се совјетској офанзиви током операције Багратион. По наредби Луфтвафе, оне су ушле у одлучујућу битку 26. јуна 1944. године, са задатком да пруже подршку снагама одбране, у заустављању напредовања Совјета. „Штуке“ су наносиле Совјетима губитке, али је то имало мали утицај на општу ситуацију на бојишту и на безизлазан положај Немаца. Уместо претходних масовних употреба „штуке“ су се употребљавале у мањим групама а касније, током зиме 1944. на 1945. године, употребљаване су и појединачно. Често су коришћене и у пропагандне сврхе, као доказ ефикасности и борбене способности Луфтвафеа.
До 31. јануара 1945. године, у оперативним јединицама Луфтвафе, остала су само 104 оперативна авиона Ju 87. Остали су само мешовити састави у јединицама од 70 Ju 87 а остало Fw 190. Други велики проблем је био несташица горива, па је и њихов број летова драстично смањен до краја рата, у мају 1945. године. Апсолутна ваздушна премоћ савезничких и совјетских снага је потпуно приземљила ове авионе, али они су ипак остали у оперативној употреби до краја рата. Један од последњих борбених летова „штуке“ извео је Ханс Улрих Рудел у Бохемији, 8. маја 1945. године. Он је касније својим авионом у пратњи осталих пилота из његове групе прелетео на аеродром Кицинген, под контролом Савезника.

## Карактеристике
| Параметри            | Ju 87A               | Ju 87B                                     | Ju 87C                        | Ju 87R                        | Ju 87D                                                          | Ju 87G                            |
| -------------------- | -------------------- | ------------------------------------------ | ----------------------------- | ----------------------------- | --------------------------------------------------------------- | --------------------------------- |
| Основне              |                      |                                            |                               |                               |                                                                 |                                   |
| Производња           | 1936—1938.           | 1938—1941.                                 | 1939.                         | 1940—1941.                    | 1941—1944.                                                      | 1941—1944.                        |
| Начин употребе       | обрушавање           | обрушавање                                 | обрушавање                    | обрушавање                    | обрушавање                                                      | противоклопни                     |
| Дужина [m]           | 10,8                 | 11,1                                       | 11,00                         | 11,10                         | 11,1                                                            | 11,1                              |
| Размах крила [m]     | 13,8                 | 13,8                                       | 13,20                         | 13,60                         | 13,8                                                            | 13,8                              |
| Висина [m]           | 3,9                  | 3,9                                        | 3,77                          | 4,01                          | 3,9                                                             | 3,9                               |
| Површина крила [m²]  | 31,90                | 31,90                                      | 31,30                         | 31,90                         | 31,90                                                           | 31,90                             |
| Маса празног [kg]    | 2.273                | 2.760                                      | 2.900                         | 2.750                         | 2.810                                                           | 3.600                             |
| Макс. маса [kg]      | 3.324                | 4.400                                      | 4.510                         | 4.350                         | 5.720                                                           | 5.100                             |
| Погон                |                      |                                            |                               |                               |                                                                 |                                   |
| Мотор                | Јумо 210D            | Јумо 211Da                                 | Јумо 211Da                    | Јумо 211Da                    | Јумо 211J                                                       | Јумо 211J                         |
| Макс. снага [KS]     | 720                  | 1.200                                      | 1.200                         | 1.200                         | 1.410                                                           | 1.410                             |
| Макс. снага [kW]     | 530                  | 883                                        | 883                           | 883                           | 1.037                                                           | 1.037                             |
| Перформансе лета     |                      |                                            |                               |                               |                                                                 |                                   |
| Макс. брзина [km/h]  | 310                  | 383                                        | 320                           | 340                           | 408                                                             | 375                               |
| Дозвољ. брз. [km/h]  | 550                  | 600                                        | 600                           | 600                           | 600                                                             | –                                 |
| Долет [km]           | 800                  | 600                                        | 1.160                         | 1.450                         | 1.165                                                           | 1.000                             |
| Плафон лета [m]      | 9.430                | 8.100                                      | 8.000                         | 7.000                         | 9.000                                                           | 7.500                             |
| Успон [m] / [min]    |                      | 3.000 / 8,8                                |                               |                               | 3.000 / 14                                                      | 3.000 / 13,6                      |
| Наоружање            |                      |                                            |                               |                               |                                                                 |                                   |
| Офанз. наоружање     | 1x7,92 mm MG 17      | 2x7,92 mm MG 17                            | 2 MG 17 7,9 mm 1 MG 15 7,9 mm | 2 MG 17 7,9 mm 1 MG 15 7,9 mm | 2x7,92 mm MG 17 или 2×20 mm MG 151                              | 2x7,92 mm MG 17 и 2×37 mm BK 37   |
| Одбрамбено наоружање | 1x7,92 mm MG 15      | 1x7.92 mm MG 15                            |                               |                               | 1x7,92 mm MG 81Z (удвојено MG 81)                               | 1x7.92 mm MG 81Z (удвојено MG 81) |
| Макс. бомби [kg]     | 500 kg (без стрелца) | 1.000 kg (без стрелца)                     |                               |                               | 1.800 (без стрелца)                                             | не                                |
| Станд. бомби [kg]    | 1x250 (под трупом)   | 1x250/500 (под трупом) + 4x50 (под крилом) | 700                           | 500                           | 1x500 (под трупом) + 4x50 (под крилом) или 1x1.000 (под трупом) | не                                |

## Корисници
Осим Нацистичке Немачке, која је била главни произвођач и корисник авиона Ју 87, ове летелице су користиле и друге земље које су биле са њима у савезу. Такође, овај авион је под лиценцом произвођен у италијанској фабрици енгл. Reagia Aeronautica, за потребе њиховог ратног ваздухопловства.
По неки примерак, као ратни плен, се затекао и у оперативној употреби покрета отпора против фашизма, а и у ваздухопловствима тих земаља и по завршетку рата, тако да је у послератном периоду, испитиван у опитним центрима Велике Британије и Чехословачке.
Југословенски партизани су запленили неколико окупаторских тих летелица, у току рата. У каснијим фазама рата 1944. и 1945. године, Луфтвафе и ратно ваздухопловство Независне Државе Хрватске оставили су разне летелице на територији бивше Југославије. Међу тим летелицама било је и неколико „штука“.
 Нацистичка Немачка
- Луфтвафе[4][171]

 Италија
- Италијанско ратно ваздухопловство[4][10][24]

 Бугарска
- Бугарско ратно ваздухопловство.[4][10][24]

 Мађарска
- Мађарско Краљевско ратно ваздухопловство[4][10][24]

 Румунија
- Румунско Краљевско ратно ваздухопловство[4][10]

 Словачка
- Словачко ратно ваздухопловство

 Чехословачка
- Чехословачко ратно ваздухопловство, користило је Ју 87 после рата[10]

 Јапан
- Јапанско царско ратно ваздухопловство.[10]

 Хрватска
- Ваздухопловство Независне Државе Хрватске[10][24]

 Уједињено Краљевство
- Британско Краљевско ратно ваздухопловство је испитивало заплењене авионе у опитним центрима[10]

 СФРЈ
- Југословенско ратно ваздухопловство је користило неколико заробљених примерака.[д][172][173][174]

## Занимљивости

### Специфични коментари
Јункерс Ju 87 је један од најружнијих борбених авиона икада направљен. Међутим, та ружноћа је део његове мистерије. Он остаје симбол нацистичке власти и њене освајачке доктрине блицкриг. „Завијао“ је из ваздушног простора, да и са страхом разбије отпор нацизму, поред стравичног разарања бомбама и ватром свога оружја.
Несумњиво, Ju 87 је био један од најважнијих поражавајући ефикасних и психолошки страшних оружја рата, икада произведених. Ти авиони су предводили немачко напредовање у Пољској, Норвешкој, Холандији, Француској, Југославији, Грчкој и Русији, између 1939. и 1943. године. Луфтвафе је од Ju 87 изградио синоним за доктрину Блицкриг ратовања. Бирани пилоти „штука“, асови, били су највише уважавани, од стране свих команданата и немачког народа. Сматрано је за привилегију и част, летети на „штукама“. То је био показатељ статусног престижа.
У целој ваздухопловној историји, ни један тип борбеног авиона није био смртоносније и крволочније оружје, од авиона Јункерс Ju 87, препознатљивијег као „штука“. Ни за ниједан други авион се не може повезати толики број потопљених бродова широм света, нити уништених тенкова и разорених градова.

### Маскирне шеме
Током Другог светског рата Луфтвафе је по правилима Министарства авијације Рајха користила више маскирних стандарда, које су се сводиле на основне боје: зелена, маслинаста, сива, бела и светлоплава. Док су маскирни стандарди еволуирали за друге авионе, за „штуке“ су остали исти током целог рата. Њих су сачињавале варијације тамнозелене и маслинасте боје док се доња страна авиона бојила светлоплаво, због смањења уочљивости са земље. Током операције Цитадела неколико авиона је офарбано у посебне боје лета, да би се боље уклопиле у пејзаж стајанке аеродрома. Зимско маскирање је рађена од 1941. године, тако што би се преко основне боје премазивала бела и сива боја. Коришћени су и приручни материјали као картон, конопци и блато током маскирног бојења, да би се добили специфични облици. Међутим то је крајем 1942. године престало и авиони су се најчешће бојили у чисту белу боју. Северна Африка и Медитеран су својом климом диктирали маскирне шеме те су се за ова бојишта користиле пешчане и маслинасте боје.

### Трубе Јерихона
„Штука“ је постала најпознатија по свом завијајућем звуку приликом обрушавања. Прве варијанте авиона су добили сирену за ваздушну опасност, уграђену на леву главну ногу стајног трапа, са погонском елисом пречника од 0,7 m. Сирена, коју је пилот укључивао неколико секунди после извлачења аеродинамичких кочница, тј. при кретању у обрушавање, требало је да психолошки делује на противника, да га уплаши и деморалише. Овај ефекат је симболично назван „Трубе Јерихона“. Ово се показало делотворно током инвазије на Пољску али и операција на Балкану. Међутим сирена је избачена из употребе после напада на Совјетски Савез, пре свега зато што је противник навикао на звук и то окретао у своју корист (лакше проналажење и дејство по „штукама") а и зато што је аеродинамички погон елисе сирене повећавао отпор авиона, што је смањивало његову брзину лета за 20–25 km/h. Уместо сирене, на авиону су извршене модификације на бомбама, на које су постављање пиштаљке за генерисање звука, током кретања бомбе до циља.

### Утицај на друге пројекте
„Штука“ је у великој мери утицала и на развој других авионских пројеката. Са њом је створен и нов концепт бомбардовања који је утицао на то да се и већи бомбардери типа Јункерс Ју 88 опреме за бомбардовање обрушавањем. Утицај је остао и после Другог светског рата и одразио се на неке послератне авионе сличне намене.
Књига пилота Ханс Улрих Рудел (Пилот штука), била је обавезна литература конструкторима јуришних авиона за подршку и после више деценија, када је ваздухопловна технологија далеко напредовала. Тако се сматра да је концепт употребе авиона Ju 87 G-1 имао кључни утицај чак и на развој чувеног америчког авиона A-10 Тандерболт II. Никада није званично то потврђено да је пилот Ханс Улрих Рудел био консултован за америчке послератне авионе, намењене за подршку. То је и разумљиво пошто је он био озлоглашени нациста и ако није никад оптуживан за ратне злочине. Таква негативна пропаганда није била потребна Америци, па и ако су његова искуства уважавана при развоју А-10 Тандерболт II, то није било присутно јавности.